# Правило міри перетворення природних систем
Правило міри перетворення природних систем — у ході експлуатації природних систем не можна переходити деякі межі, що дозволять цим системам зберігати властивість самопідтримки (самоорганізації і саморегуляції). Надсистема високого рівня ієрархії може підтримувати деякі підсистеми зруйнованої системи нижчого рівня, але не відновлювати їх. Наприклад, чорноземи, що виникли в результаті зонального біогеоценотичного процесу в лугостепу і лісостепах з їх розорюванням, зонально підтримуються, але поступово деградують, зберігаючи при цьому тенденцію до відновлення лише при створенні природних умов їх утворення.
З цього правила випливає ряд висновків:
- Одиниця поновлюваного природного ресурсу може бути отримана лише у відрізок часу, визначений швидкістю функціонування системи.
- Переступити через фазу послідовного розвитку природної системи (ПС) неможливо.
- Проведення господарських заходів раціонально лише в рамках певних розмірів, вихід за які в меншу і більшу сторону знижує їх господарську ефективність.
- Перетворювальна діяльність не повинна виводити ПС зі стану рівноваги шляхом надлишку якогось із середовищеутворюючих компонентів, або, якщо це необхідно, потрібна достатня компенсація у вигляді відносно не перетворених ПС (оптимальна територіальна структура — оптимальна лісистість).
- Перетворення природи (якщо воно невідновлювальне) дає локальний чи регіональний виграш за рахунок погіршення якихось показників в суміжних ландшафтах або в біосфері у цілому.
- Господарський вплив зачіпає не тільки ту систему, на яку він спрямований, але і її підсистеми, які прагнуть нівелювати зазнані зміни. У зв'язку з цим витрати на перетворення природи ніколи не обмежуються лише вкладеннями на об'єкти, що піддаються безпосередньо планованим впливам.
- Природні ланцюгові реакції ніколи не обмежуються зміною речовини і енергії, але зачіпають і динамічні властивості ПС.
- Вторинна екологічна рівновага, що склалася, стійкіше, ніж первинна, але потенційний запас перетворення при цьому скорочується.
- Невідповідність цілей природно-системної регуляції і цілей господарства може призводити до деструкції ПС.
- Технічні системи впливу в кінцевому підсумку завжди менш господарсько ефективні.
- Технічні впливи мають тенденцію перетворюватися в перманентні (перехідні від однієї ланки до іншого) і все більше посилюються аж до повної заміни саморегуляції ПС техногенним регулюванням, що в кінцевому підсумку економічно руйнівно.